# Campeonato Mundial de Ajedrez 2004 (FIDE)
El Campeonato Mundial de Ajedrez 2004 de la FIDE fue un encuentro entre los retadores Rustam Kasimdzhanov de Uzbekistán y Michael Adams de Inglaterra. El match se jugó en el Hotel Almahary de Trípoli, Libia. El primer juego empezó el 18 de junio de 2004. El último juego empezó el 13 de julio del mismo año, que terminó empatado. Kasimdzhanov ganó el match 4½-3½, convirtiéndose en el campeón FIDE número 5.

## Match
El match fue jugado como mejor de 6 juegos, las victorias contando 1 punto, los empates ½ punto, y las derrotas 0, y acabaría cuando un jugador llegue a 3½ puntos. Si el match acabara en un empate 3 a 3, se jugarán mini-matches de a dos partidas rápidas hasta que uno triunfe un mini-match.
| Jugador             | 1 | 2 | 3 | 4 | 5 | 6 |  | 1 | 2 | Total |
| ------------------- | - | - | - | - | - | - |  | - | - | ----- |
| Michael Adams       | ½ | 0 | 1 | 0 | 1 | ½ |  | 0 | ½ | 3½    |
| Rustam Kasimdzhanov | ½ | 1 | 0 | 1 | 0 | ½ |  | 1 | ½ | 4½    |